# Univerza v Sarajevu

Univerza v Sarajevu (izvirno bosansko Univerzitet u Sarajevu; latinsko Universitas Studiorum Saraievoensis) je najstarejša in največja univerza v Bosni in Hercegovini. Je edina javna univerza od več univerz, ki obstajajo v Sarajevu. Ustanovljena je bila leta 1949.

## Rektorji
- Vaso Butozan (1949–1950; 1952–1956)
- Drago Krndija (1950–1952)
- Edhem Čamo (1956–1960)
- Aleksandar Trumić (1960–1965)
- Fazli Alikalfić (1965–1969)
- Hamdija Ćemerlić (1969–1972)
- Zdravko Besarović (1972–1977)
- Arif Tanović (1977–1981)
- Božidar Matić (1981–1985)
- Ljubomir Berberović (1985–1988)
- Nenad Kecmanović (1988–1991)
- Jusuf Mulić (1991–1993)
- Faruk Selesković (1993–1995)
- Nedžad Mulabegović (1995–2000)
- Boris Tihi (2000–2004)
- Hasan Muratović (2004–2006)
- Faruk Čaklovica (2006–2012)
- Muharem Avdispahić (2012–2016)
- Rifat Škrijelj (2016–)

## Oddelki
Fakultete
- Agronomska fakulteta
- Arhitekturna fakulteta
- Ekonomska fakulteta
- Elektrotehniška fakulteta
- Fakulteta za kriminalistične vede
- Fakulteta za politične vede
- Fakulteta za promet in komunikacije
- Fakulteta za šport in telesno vzgojo
- Farmacevtska fakulteta
- Filozofska fakulteta
- Gozdarska fakulteta
- Gradbena fakulteta
- Medicinska fakulteta
- Naravoslovno-matematična fakulteta
- Pravna fakulteta
- Stomatološka fakulteta
- Strojna fakulteta
- Veterinarska fakulteta

Akademije
- Akademija likovnih umetnosti
- Akademija dramskih umetnosti
- Glasbena akademija
- Pedagoška akademija

Visoke šole
- Visoka zdravstvena šola

Inštituti